# Bertrand de Montfavez
Bertrand de Montfavez (ur. 1270 w Cahors – zm. 1 grudnia 1342 w Awinionie) – francuski kardynał.
Pochodził z okolic Cahors. Studiował prawo na uniwersytecie w Tuluzie, uzyskując tytuł doktora, a następnie został profesorem na tym uniwersytecie. Był przyjacielem kardynała Jacques d'Euse, który w 1316 został papieżem Janem XXII. Na konsystorzu 18 grudnia 1316 został przez niego mianowany kardynałem diakonem Santa Maria in Aquiro. Archiprezbiter bazyliki laterańskiej od 1327. Uczestniczył w konklawe 1334. W latach 1337–1340 jako legat Benedykta XII bezskutecznie usiłował doprowadzić do zawarcia pokoju między Francją a Anglią w tzw. wojnie stuletniej. Nie uczestniczył w konklawe 1342. Zmarł w Awinionie krótko po wyborze papieża Klemensa VI.